# Пети сазив Народне скупштине Републике Српске
Пети сазив Народне скупштине Републике Српске конституисан је 16. децембра 2000, и радио је до 28. новембра 2002. Овај сазив Народне Скупштине конституисан је на основу резултата избора који су одржани 11. септембра 2000.

## Политичке партије
Следеће политичке партије освојиле су мандате у овом сазиву Народне скупштине Републике Српске:
| Политичка партија                              | Мандата |
| ---------------------------------------------- | ------- |
| Српска демократска странка                     | 31      |
| Странка независних социјалдемократа            | 11      |
| Партија демократског прогреса                  | 11      |
| Странка демократске акције                     | 6       |
| Социјалистичка партија РС                      | 4       |
| Демократска социјалистичка партија РС          | 4       |
| Социјалдемократска партија Босне и Херцеговине | 4       |
| Странка за Босну и Херцеговину                 | 4       |
| Демократски народни савез                      | 3       |
| Српски народни савез Републике Српске          | 2       |
| Странка пензионера Републике Српске            | 1       |
| Нова хрватска иницијатива                      | 1       |
| Демократска странка Републике Српске           | 1       |

## Народни посланици
За народне посланике изабрани су:

#### Српска демократска странка
| Презиме и име           |
| ----------------------- |
| 1. Бојић Борислав       |
| 2. Васић Немања         |
| 3. Ћургуз Пантелија     |
| 4. Рађевић Десанка      |
| 5. Берић Душан          |
| 6. Војиновић Вукашин    |
| 7. Поповић Горан        |
| 8. Ђекановић Недељко    |
| 9. Ступар Душан         |
| 10. Ећим-Злојутро Весна |
| 11. Паравац Борислав    |
| 12. Стојичић Душан      |
| 13. Ристић Ђука         |
| 14. Трифуновић Бранка   |
| 15. Планинчевић Наде    |
| 16. Јосиповић Мићо      |
| 17. Арсеновић Ђојо      |
| 18. Секулић Јелица      |
| 19. Којић Симо          |
| 20. Беновић Томо        |
| 21. Јовић Стојан        |
| 22. Бандука Видомир     |
| 23. Калинић Драган      |
| 24. Васић Драгомир      |
| 25. Тупајић Милан       |
| 26. Станић Миленко      |
| 27. Савкић Томислав     |
| 28. Шараба Слободан     |
| 29. Радовић Наде        |
| 30. Вуковић Радослав    |
| 31. Кошарац Мирјана     |

#### Странка независних социјалдемократа
| Презиме и име       |
| ------------------- |
| 1. Крагуљ Никола    |
| 2. Шево Нада        |
| 3. Сандић Љубомир   |
| 4. Рајилић Сњежана  |
| 5. Симић Крстан     |
| 6. Тегелтија Зоран  |
| 7. Ковач Милан      |
| 8. Живковић Милорад |
| 9. Пајић Драган     |
| 10. Нешковић Бранко |
| 11. Радић Јово      |

#### Партија демократског прогреса
| Презиме и име        |
| -------------------- |
| 1. Тодоровић Стојан  |
| 2. Ђаковић Нада      |
| 3. Иванић Младен     |
| 4. Јуришић Миро      |
| 5. Микеревић Драган  |
| 6. Драгичевић Петар  |
| 7. Трифковић Невенка |
| 8. Бабић Нада        |
| 9. Ђерић Зоран       |
| 10. Савић Ранко      |
| 11. Дутина Јован     |

#### Странка демократске акције
| Презиме и име     |
| ----------------- |
| 1. Чиркин Сеад    |
| 2. Османовић Адил |
| 3. Тихић Сулејман |
| 4. Јахић Менсура  |
| 5. Гушић Џевад    |
| 6. Бранковић Омер |

#### Социјалистичка партија РС
| Презиме и име     |
| ----------------- |
| 1. Јандрић Крсто  |
| 2. Микеш Мирослав |
| 3. Павловић Раде  |
| 4. Ђокић Петар    |

#### Демократска социјалистичка партија РС
| Презиме и име          |
| ---------------------- |
| 1. Тривановић Драгољуб |
| 2. Дукић Гордана       |
| 3. Радмановић Небојша  |
| 4. Продановић Лазар    |

#### СДП БиХ
| Презиме и име      |
| ------------------ |
| 1. Сухоњић Ремзо   |
| 2. Хазнадар Џевад  |
| 3. Сељубац Весна   |
| 4. Осмић Зекеријах |

#### Странка за БиХ
| Презиме и име         |
| --------------------- |
| 1. Мурселовић Мухарем |
| 2. Османчевић Џевад   |
| 3. Кадрић Ремзија     |
| 4. Халилагић Расим    |

#### Демократски народни савез
| Презиме и име     |
| ----------------- |
| 1. Павић Марко    |
| 2. Костић Драган  |
| 3. Митровић Јован |

#### Српски народни савез
| Презиме и име      |
| ------------------ |
| 1. Филипић Милорад |
| 2. Цвијић Ранко    |

#### Странка пензионера Републике Српске
| Презиме и име    |
| ---------------- |
| Богосавац Стојан |

#### Нова хрватска иницијатива
| Презиме и име       |
| ------------------- |
| Томљановић Томислав |

#### Демократска странка Републике Српске
| Презиме и име   |
| --------------- |
| Антонић Гаврило |

## Измјене у саставу
Посланици који су касније ушли у Пети сазив Народне скупштине, након смрти или оставке неког од посланика из овог сазива:
| Презиме и име      | Политичка партија                              |
| ------------------ | ---------------------------------------------- |
| Умићевић Момир     | Српска демократска странка                     |
| Медић Стеван       | Српска демократска странка                     |
| Пејовић Душко      | Српска демократска странка                     |
| Дуњић Славко       | Српска демократска странка                     |
| Антешевић Миленко  | Партија демократског прогреса                  |
| Сакан Велимир      | Партија демократског прогреса                  |
| Радовановић Винко  | Партија демократског прогреса                  |
| Јелача Весна       | Странка независних социјалдемократа            |
| Еленков Радојка    | Странка независних социјалдемократа            |
| Новаковић Мирко    | Демократска социјалистичка партија             |
| Хоџић Фатима       | Социјалдемократска партија Босне и Херцеговине |
| Карабеговић Златан | Социјалдемократска партија Босне и Херцеговине |
| Недић Славко       | Српски народни савез Републике Српске          |